# Longlegs
Pour plus de détails, voir Fiche technique et Distribution.
Longlegs est un drame d'horreur psychologique américain écrit et réalisé par Osgood Perkins, sorti en 2024.
Le film suit Lee Harker, nouvelle recrue du FBI, qui se voit confier une affaire non-résolue sur un tueur en série surnommé Longlegs. Son enquête se complexifie avec la découverte de preuves liées à l'occultisme.

## Synopsis
Dans les années 1970 dans l'Oregon, une petite fille aperçoit par la fenêtre de sa chambre un homme dans une voiture se stationner devant chez elle. Alors qu'elle sort, munie de son polaroid, l'homme, à l'allure douteuse et au teint pâle, se présente à elle et semble imprévisible.
Une vingtaine d'années plus tard, la petite fille, Lee Harker, maintenant devenue agent du FBI, montre des signes de clairvoyance et est chargée d'enquêter sur une série de meurtres/suicides survenus en Oregon où elle demeure.
Chaque cas implique un père qui massacre sa famille avant de se donner la mort, en laissant derrière lui une lettre comprenant des codes sataniques signée "Longlegs", mais dont l'écriture ne correspond à aucun des membres de la famille. Lee découvre en faisant ses recherches que chacune des familles avait une fille de 9 ans, née le 14 du mois, et que chacun des meurtres se sont tous produits dans les six jours précédant ou suivant leur anniversaire.
En plaçant les dates clés sur un calendrier, Lee constate que les meurtres forment un symbole occulte triangulaire, mais une date est manquante. Entre temps, après avoir tardivement discuté avec sa mère au téléphone, Lee reçoit une carte d'anniversaire codée de Longlegs, l'avertissant que révéler l'origine du code entraînera le prochain meurtre, la mort de sa mère.
Avec son superviseur, l'agent Carter, Lee se rend sur les lieux de l'ancien foyer de Carrie Anne, étant la seule survivante des attaques de Longlegs. Sur place, ils découvrent une poupée contenant une orbe d'énergie placé dans sa tête. Bien que Carter soit sceptique quant au surnaturel, Lee émet l'hypothèse que Longlegs se sert des orbes pour posséder des personnes, chaque famille ayant reçu une poupée similaire, à l'effigie des petites filles. Après avoir rendu visite à Carrie Anne, vivant désormais dans un hôpital psychiatrique, Lee constate que quelqu'un est déjà venu la voir en utilisant son nom. Carter soupçonne un lien entre Lee et Longlegs.
En découvrant que Ruth, la mère de Lee, avait déjà déposé une plainte à la police au sujet d'un homme pâle qui s'était approché de Lee le jour de ses 9 ans, Carter l'encourage à s'entretenir avec elle. Chez sa mère, Lee fouille dans ses affaires d'enfance et découvre une photo de l'homme pâle, révélant ainsi que Longlegs est celui qui lui avait rendu visite alors qu'elle était enfant dans les années 70. Elle soumet la photo au FBI, ce qui conduit l'arrestation de Longlegs. En réalisant que la date manquante du calendrier correspond à ce jour-même de son enfance, Lee craint qu'il y ait un complice dissimulé. En plein interrogatoire, Longlegs prétend être "l'ami d'un ami" ou encore servir "l'homme d'en bas" en prétendant que Ruth est impliquée. Celui-ci démontre un comportement étrange et glorifie Satan, avant de s'exploser la tête volontairement de plusieurs coups sur la table pour se suicider.
L'agent Browning conduit Lee chez sa mère pour en apprendre davantage. Alors qu'elle la cherche dans la maison, elle aperçoit sa mère abattre l'agent Browning avec un fusil de chasse. Sortant pour arrêter Ruth, celle-ci vise une poupée et lui tire dans la tête, faisant perdre connaissance à Lee.
Lorsqu'elle reprend ses esprits, dans le sous-sol de sa maison, Lee comprend que sa mère est la complice de Longlegs depuis son enfance. Il a contraint Ruth à choisir entre la mort de sa fille et exécuter ses ordres, ce qui l'a poussée à obéir pour épargner Lee et lui permettre de grandir. Longlegs vivait dans le sous-sol des Harker, où il créait des poupées sataniques que Ruth, se faisant passer pour une fidèle religieuse, distribuait aux familles, les menant à la folie et les poussant à s'entretuer. La poupée à l'effigie de Lee bloquait ses propres souvenirs de l'homme pâle tout en l'influençant par son orbe magique.
Toujours dans le sous-sol, Lee entend une voix démoniaque au téléphone qui la prévient de l'anniversaire de la fille de Carter, Ruby, qui vient d'avoir 9 ans. Lee se précipite chez Carter pour sauver sa famille, dont la mort complèterait le triangle meurtrier de Longlegs. Lorsqu'elle arrive, elle découvre que la famille est déjà possédée, Ruth ayant déjà livré la poupée. Après que Carter a poignardé sa femme dans la cuisine, Lee est forcée de lui tirer dessus pour protéger Ruby. Ruth l'attaque ensuite avec un poignard, obligeant sa fille à l'abattre. Ruby étant sauve, Lee tente de détruite la poupée à son effigie, mais, à court de munitions, elle se résout à s'en aller.

## Fiche technique
Sauf indication contraire, les informations mentionnées dans cette section peuvent être confirmées par la base de données cinématographiques IMDb,  présente dans la section « Liens externes ».
- Titre original et francophone : Longlegs
- Réalisation et scénario : Osgood Perkins
- Musique : Zilgi
- Direction artistique : Brendan Megannety
- Décors : Danny Vermette
- Costumes : Mica Kayde
- Photographie : Andres Arochi
- Montage : Graham Fortin et Greg Ng
- Production : Nicolas Cage, Dan Kagan, Brian Kavanaugh-Jones, Dave Caplan et Chris Ferguson
  - Production déléguée : Fred Berger, Andrea Bucko, Jason Cloth, Liz Destro , John Friedberg, David Gendron, Ali Jazayeri, Sean Krajewski, Andy Levine, Lawrence Minicone et Jesse Savath
- Sociétés de production : C2 Motion Picture Group et Saturn Films
- Sociétés de distribution : Neon (États-Unis), Metropolitan Filmexport (France)
- Budget : 9 millions de dollars[2]
- Pays de production :  États-Unis
- Langue originale : anglais
- Format : couleur - 1.33:1 / 2.35:1 - Dolby Digital
- Genre : drame d'horreur psychologique
- Durée : 101 minutes
- Dates de sortie[3] : 
  - France : 10 juillet 2024
  - États-Unis : 12 juillet 2024
  - Suisse : 13 juillet 2024 (Festival international du film fantastique de Neuchâtel)
- Classification[4] :
  - États-Unis : R (interdit aux moins de 17 ans non accompagnées)
  - France : interdit aux moins de 12 ans

## Distribution
- Maika Monroe (VF : Ingrid Donnadieu ; VQ : Célia Gouin-Arsenault) : l'agent Lee Harker
  - Lauren Acala : Lee Harker, adolescente
- Nicolas Cage (VF : Féodor Atkine ; VQ : Benoît Rousseau) : Longlegs
- Blair Underwood (VF : Frantz Confiac ; VQ : Gilbert Lachance) : l'agent Carter, le supérieur de Lee
- Alicia Witt (VF : Ariane Aggiage ; VQ : Aline Pinsonneault) : Ruth Harker, la mère de Lee
- Michelle Choi-Lee (VF : Yumi Fujimori ; VQ : Manon Arsenault) : l'agent Browning
- Dakota Daulby (en) : l'agent Horatio Fisk
- Kiernan Shipka (VF : Alice Orsat ; VQ : Naïla Louidort) : Carrie Anne Camera
  - Maila Hosie (VQ : Emma Bao Linh) : Carrie Anne Camera, adolescente
- Jason Day (en) : le père de Carrie Anne
- Lisa Chandler : la mère de Carrie Anne
- Ava Kelders (VF : Coralie Thuilier ; VQ : Élia St-Pierre) : Ruby Carter, la fille de l'agent Carter
- Carmel Amit (VF : Julie Léger) : Anna Carter
- Peter James Bryant (en) (VF : Rody Benghezala) : un ancien agent du FBI

 Source et légende : version française (VF) sur RS Doublage  ; version québécoise (VQ) sur Doublage.qc.ca Carton du doublage à la fin du film.

## Production

### Genèse et développement
En novembre 2022, il est annoncé que Longlegs sera le titre du prochain film d'Osgood Perkins, réalisateur du film d'horreur fantastique Gretel et Hansel (2020). Basé sur un script original, ce thriller horrifique aura pour acteur Nicolas Cage, qui est également coproducteur via sa société Saturn Films,.
Quelques mois après, en marge de la Berlinale 2023, l'entreprise Neon acquiert les droits de distribution du film pour l'Amérique du Nord lors de l'European Film Market,.

### Attribution des rôles
En février 2023, il est annoncé que Maika Monroe interprète un agent fédéral et Nicolas Cage un tueur en série. En mars 2023, deux autres membres de la distribution sont dévoilés : Alicia Witt et Blair Underwood.

### Tournage
Le tournage a lieu de janvier à février 2023, principalement à Vancouver,,.

## Accueil
Le film sort aux États-Unis le 12 juillet 2024. Bénéficiant d'une critique positive et diffusé dans près de 2 500 salles, il récolte plus de 22 millions de dollars pour son premier week-end d'exploitation, dont 10 millions le premier jour, et devient un succès commercial et critique inattendu du cinéma indépendant.